# Сурча
Сурча (рум. Surcea) — село у повіті Ковасна в Румунії. Входить до складу комуни Зебала.
Село розташоване на відстані 160 км на північ від Бухареста, 22 км на схід від Сфинту-Георге, 44 км на північний схід від Брашова.

## Населення
За даними перепису населення 2002 року у селі проживали 655 осіб.
Національний склад населення села:
| Національність | Кількість осіб | Відсоток |
| -------------- | -------------- | -------- |
| угорці         | 645            | 98,5%    |
| румуни         | 9              | 1,4%     |

Рідною мовою назвали:
| Мова      | Кількість осіб | Відсоток |
| --------- | -------------- | -------- |
| угорська  | 642            | 98,0%    |
| румунська | 12             | 1,8%     |